# Honda Clarity
Honda Clarity — автомобиль компании Honda. Второе поколение автомобиля, в полностью переработанном кузове серийно производился с 2016 по 2021год. Когда в компании посчитали, что затраты на разработку этого автомобиля слишком велики, а продажи слишком малы, то для спасения модели было принято решение выпустить в этом кузове ещё две модификации - полностью электрическую версию (EV) и подключаемый гибрид (PHEV).
Электрическая версия продавалась в Америке всего год и выпуск её был прекращён в силу конструктивных особенностей платформы - место для батареи было настолько мало, что более 150км от одной зарядки электрокар проехать не мог, а это уже было слишком мало для модели 2018 года. Подключаемый гибрид получился удачным. Многие владельцы отметили надёжность, комфорт и экономичность этой версии Clarity. Но, официально, с левым рулём, продавался PHEV только в Америке и Канаде. И продажи снова были слишком малы, вопреки ожиданиям производителя. Рекламная кампания версии PHEV Clarity была слишком незаметной, поэтому она так и осталась малоизвестной на Американском авторынке. Возможно, по этой же причине автомобиль и вовсе официально не попал в Европу. Отличительная особенность конструкции PHEV Clarity - это сочетание оригинальной трансмиссии и достаточно ёмкой высоковольтной батареи. Что по состоянию на конец 2017 года являлось инновационным по сравнению с PHEV других брендов. Продажи PHEV Clarity прекращены в начале 2022 года.  В Японии этот электромобиль с топливными водородными элементами можно купить с марта 2016 года, в американском штате Калифорния с декабря 2016 года. В 2018 году в США из более 2.330 проданных электромобилей с топливными элементами 624 были Honda Clarity Fuel Cell. В середине 2021 года выпустив всего 1900 штук проект FCX Clarity был заморожен.

## Технические характеристики
Clarity Fuel Cell разгоняется от 0 до 100 км/ч за 9,0 секунды, имеет запас хода по версии NEDC в 650 км. Крутящий момент 300 Н·м. Максимальная скорость 165 км/ч.